# Margot Marsman
Margot Marsman   (Haarlem, 9 de febrer de 1932 - Haarlem, 5 de setembre de 2018), també coneguda amb el nom de casada Margot de Jong, va ser una nedadora neerlandesa que va competir durant la dècada de 1940.
El 1948 va prendre part en els Jocs Olímpics de Londres, on guanyà la medalla de bronze en la competició dels 4×100 metres lliures del programa de natació. Formà equip amb Irma Heijting, Marie-Louise Linssen-Vaessen i Hannie Termeulen. En el seu palmarès també destaca una medalla de plata en els 4×100 metres lliures del Campionat d'Europa de natació de 1947.